# Sin City: A Dame to Kill For
Sin City: A Dame to Kill For (bra: Sin City: A Dama Fatal ou Sin City 2 - A Dama Fatal; prt: Sin City: Mulher Fatal) é um filme estadunidense de 2014 dirigido por Frank Miller e Robert Rodriguez.
Sin City 2 é a sequência de Sin City (2005). O roteiro, que tem como base a graphic novel A Dama Fatal (A Dame to Kill For do título em inglês), foi escrito por Frank Miller e pelo vencedor do Oscar William Monahan (The Departed).
A trama de Sin City 2 também tem elementos de Just Another Saturday Night, um conto retirado de Booze, Broads, & Bullets, sexto volume da série de histórias em quadrinhos. Duas histórias são inéditas: "The Long Bad Night" e "Nancy's Last Dance". Mickey Rourke, Rosario Dawson, Bruce Willis, Jessica Alba, Jaime King, Jamie Chung, Michael Madsen, Joseph Gordon-Levitt e Josh Brolin fazem parte do elenco. Josh Brolin assume o papel de Dwight em Sin City 2, originalmente interpretado por Clive Owen. Ava Lord, a Dama Fatal do título - papel originalmente pensado para Angelina Jolie - foi interpretada por Eva Green.

## Elenco
- Mickey Rourke...Marv
- Eva Green...Ava Lord
- Jessica Alba...Nancy Callahan
- Josh Brolin...Dwight McCarthy
- Jamie Chung...Miho
- Rosario Dawson...Gail
- Joseph Gordon-Levitt...Johnny
- Dennis Haysbert...Manute
- Jaime King...Goldie/Wendy
- Ray Liotta...Joey
- Christopher Meloni...Mort
- Jeremy Piven...Bob
- Juno Temple...Sally
- Bruce Willis...o fantasma de John Hartigan
- Lady Gaga...Bertha
- Powers Boothe...Senador Roark
- Julia Garner...Marcie
- Alexa Vega...Gilda
- Frank Miller...Sam
- Robert Rodriguez...Amigo do Sam
- Patricia Vonne...Dallas
- Stacy Keach...Wallenquist [6]
- Christopher Lloyd...Kroenig[7][8]
- Marton Csokas...Damien Lord[9]
- Jude Ciccolella...Liebowitz

## Sinopse

### "Just Another Saturday Night"
O brutamontes cavalheiresco Marv acorda numa avenida do The Projects de Sin City, vizinhança violenta em que cresceu, rodeado de corpos de jovens mortos e um carro de polícia acidentado, sem lembranças do que aconteceu. Ele refaz os seus passos, desde que assistiu a dança de Nancy Callahan no Saloon da Kadie até o encontro com quatro jovens ricos desordeiros e assassinos. Um deles o chama de "Bernini Boy" por causa da marca do casaco caro que usa, mas Marv também não se lembra de quem pegara a vestimenta.

### "The Long Bad Night (Parte I)"
O jovem charmoso jogador Johnny chega ao Saloon de Kadie, demonstrando incrível perícia e sorte com máquinas caça-níqueis, atraindo a atenção da garçonete Marcie. Quando ganha bastante dinheiro, ele vai até a mesa onde o Senador Roark (pai de Roark Jr, adolescente maníaco de pele amarela do primeiro filme, segmento "The Yellow Bastard") joga pôquer e começa a vencê-lo, sendo alertado pelo corrupto policial Liebowitz para que saia da cidade. Johnny continua a provocar o Senador, de quem revela ter uma diferença pessoal, até os dois brigarem e Johnny ser roubado e ficar à beira da morte. Mas o rapaz vai querer vingança.

### "A Dame to Kill For"
Durante anos, Dwight McCarthy tentara esquecer seu passado violento, trabalhando como detetive particular e levando uma vida sóbria. Após salvar a vida da vigarista Sally que estava para ser morta pelo empresário Joey, recebe um telefonema da ex-amante Ava Lord, que o abandonara quatro anos antes para ficar com um rico magnata, Damian Lord. Ava está sempre acompanhada do gigantesco motorista Manute e convence Dwight de que Manute e o marido a torturam e aterrorizam física e psicologicamente. Mesmo com a ajuda de Marv, ao tentarem resgatar a mulher ele é espancado e desfigurado por Manute, mas se recupera com a ajuda de Gail e Miho da Cidade Velha e retorna para a desforra contra todos, inclusive os detetives Mort e Bob e o chefe mafioso Wallenquist.

### "The Long Bad Night (Parte II)"
Johnny está muito machucado e visita o doutor sem licença Kroenig que o trata. Volta para o hotel, onde reencontra o Senador Roark que acabara de matar Marcie mas que novamente o deixa vivo. Johnny pega um dólar de uma simpática garçonete (Lady Gaga) e consegue ganhar dinheiro suficiente para um novo jogo de cartas contra o Senador, buscando completar sua vingança contra ele.

### "Nancy's Last Dance"
Quatro anos depois, Nancy Callahan sofre de profunda depressão pela morte de John Hartigan. Ela está obcecada em se vingar do Senador Roark e tenta atirar no homem na mesma noite em que acontece o jogo contra Johnny. Sem coragem ela se desespera, às vistas do fantasma de Hartigan que a acompanha. Até que, com a ajuda de Marv, que a faz superar seu medo, invade a casa do inimigo para matá-lo.

## Recepção

### Crítica
" Sin City: A Dame to Kill For " recebeu críticas mistas. De acordo com o site Rotten Tomatoes, o filme mantém uma classificação de 44% com base em 160 avaliações. O consenso crítico do site indica que "A Dame to Kill For" possui a mesma violência elegante e paleta visual impressionante como o original Sin City, mas não causa o impacto brutal de seu antecessor. Segundo o Metacritic, o filme tem uma pontuação de 46 em 100, com base em 38 críticos, indicando "críticas mistas ou médias".
Alonso Duralde de The Wrap deu ao filme uma crítica negativa, dizendo que "Esta é a segunda sequela de Rodriguez em uma linha em que ele transforma sexo, violência e exploração em uma ocasião para embotamento.  Para um filme carregado com decapitações e senhoritas prontamente armadas, Sin City 2 torna-se rapidamente tedioso". Peter Travers da Rolling Stone deu ao filme duas de quatro estrelas, dizendo que "Sin City: A Dame To Kill For" não explode na tela da forma que seu antecessor fez. A paleta monocromática de Miller, salpicada com cor que brilha como gloss de uma prostituta não assusta como antes". Peter Hartlaub do San Francisco Chronicle deu ao filme uma de cinco estrelas, dizendo "É, em quase todos os sentidos, inferior ao seu antecessor. É mal ritmado e repetitivo".

### Bilheteria
Sin City 2 arrecadou $ 13.757.804 na América do Norte e $ 25.649.812 dólares em outros países, tendo um total mundial de $ 39.407.616. Na América do Norte o filme arrecadou $ 2.620.000 no dia de abertura e $ 6.317.683 em sua semana de estréia, colocando-se em oitavo lugar, atrás de  Guardians of the Galaxy, Teenage Mutant Ninja Turtles, If I Stay, Let's be Cops, When the Game Stands Tall e The Expendables 3.  Após o decepcionante fim de semana de abertura diversas fontes especializadas chamaram o filme de um fracasso de bilheteria, citando as causas como marketing sem brilho, comentários fracos, e menor interesse por parte do público, a partir de uma lacuna de nove anos entre os dois filmes de Sin City. Em seu segundo fim de semana, o filme caiu para o número 14.